# 동경 121도
동경 121도(東經121度)는 본초 자오선에서 동쪽으로 121도 떨어진 경선이다. 북극점에서 시작하여 북극해, 아시아, 태평양, 인도양, 오스트랄라시아, 남극해, 남극을 거쳐 남극점에 이른다.
동경 121도는 서경 59도와 이어져 지구의 둘레를 이룬다.
북극점에서 남극점까지 동경 121도선은 다음 지역을 지나간다.
| 좌표                                                    | 나라, 지역, 해역 | 주석 |
| ------------------------------------------------------- | ---------------- | --- |
| 북위 90° 0′ 동경 121° 0′  / 북위 90.000° 동경 121.000°  | 북극해           | |
| 북위 78° 15′ 동경 121° 0′  / 북위 78.250° 동경 121.000° | 랍테프해         | |
| 북위 72° 56′ 동경 121° 0′  / 북위 72.933° 동경 121.000° | 러시아           | 사하 공화국 아무르주 자바이칼 지방 |
| 북위 53° 17′ 동경 121° 0′  / 북위 53.283° 동경 121.000° | 중화인민공화국   | 내몽골 자치구 랴오닝성 |
| 북위 40° 50′ 동경 121° 0′  / 북위 40.833° 동경 121.000° | 황해             | 랴오둥만 중화인민공화국 랴오닝성 랴오둥반도 (북위 38° 55′ 동경 121° 5′  / 북위 38.917° 동경 121.083° ) 바로 서쪽을 지나감 보하이해                                                     |
| 북위 37° 44′ 동경 121° 0′  / 북위 37.733° 동경 121.000° | 중화인민공화국   | 산둥성 산둥반도 |
| 북위 36° 36′ 동경 121° 0′  / 북위 36.600° 동경 121.000° | 황해             | |
| 북위 33° 17′ 동경 121° 0′  / 북위 33.283° 동경 121.000° | 동중국해         | |
| 북위 32° 32′ 동경 121° 0′  / 북위 32.533° 동경 121.000° | 중화인민공화국   | 장쑤성 상하이시 저장성 |
| 북위 30° 34′ 동경 121° 0′  / 북위 30.567° 동경 121.000° | 항저우만         | |
| 북위 32° 32′ 동경 121° 0′  / 북위 32.533° 동경 121.000° | 중화인민공화국   | 저장성 |
| 북위 28° 7′ 동경 121° 0′  / 북위 28.117° 동경 121.000°  | 동중국해         | |
| 북위 25° 20′ 동경 121° 0′  / 북위 25.333° 동경 121.000° | 타이완 해협      | |
| 북위 24° 57′ 동경 121° 0′  / 북위 24.950° 동경 121.000° | 중화민국         | 타이완섬 |
| 북위 22° 35′ 동경 121° 0′  / 북위 22.583° 동경 121.000° | 태평양           | 필리핀해 |
| 북위 21° 48′ 동경 121° 0′  / 북위 21.800° 동경 121.000° | 남중국해         | |
| 북위 18° 36′ 동경 121° 0′  / 북위 18.600° 동경 121.000° | 필리핀           | 루손섬 – 마닐라 (북위 14° 35′ 동경 121° 0′  / 북위 14.583° 동경 121.000° )를 통과함 |
| 북위 13° 47′ 동경 121° 0′  / 북위 13.783° 동경 121.000° | 베르데섬 해협    | |
| 북위 13° 27′ 동경 121° 0′  / 북위 13.450° 동경 121.000° | 필리핀           | 민도로섬 |
| 북위 12° 25′ 동경 121° 0′  / 북위 12.417° 동경 121.000° | 술루해           | 필리핀 쿠요 제도 (북위 11° 0′ 동경 121° 0′  / 북위 11.000° 동경 121.000° )를 통과함 필리핀 카야간 제도 (at 북위 11° 0′ 동경 121° 0′  / 북위 11.000° 동경 121.000° ) 바로 서쪽을 지나감 |
| 북위 6° 11′ 동경 121° 0′  / 북위 6.183° 동경 121.000°   | 필리핀           | 졸로섬과 이웃한 작은 섬들 |
| 북위 5° 40′ 동경 121° 0′  / 북위 5.667° 동경 121.000°   | 셀레베스 해      | |
| 북위 1° 21′ 동경 121° 0′  / 북위 1.350° 동경 121.000°   | 인도네시아       | 술라웨시섬(미나하사 반도) |
| 북위 0° 26′ 동경 121° 0′  / 북위 0.433° 동경 121.000°   | 토미니 만        | |
| 남위 1° 25′ 동경 121° 0′  / 남위 1.417° 동경 121.000°   | 인도네시아       | 술라웨시섬 |
| 남위 2° 41′ 동경 121° 0′  / 남위 2.683° 동경 121.000°   | 보니 만          | |
| 남위 3° 15′ 동경 121° 0′  / 남위 3.250° 동경 121.000°   | 인도네시아       | 술라웨시섬 |
| 남위 3° 39′ 동경 121° 0′  / 남위 3.650° 동경 121.000°   | 보니 만          | |
| 남위 5° 25′ 동경 121° 0′  / 남위 5.417° 동경 121.000°   | 반다해           | |
| 남위 7° 17′ 동경 121° 0′  / 남위 7.283° 동경 121.000°   | 인도네시아       | 셀라야르 제도 |
| 남위 7° 20′ 동경 121° 0′  / 남위 7.333° 동경 121.000°   | 플로레스해       | |
| 남위 8° 23′ 동경 121° 0′  / 남위 8.383° 동경 121.000°   | 인도네시아       | 플로레스섬 |
| 남위 8° 58′ 동경 121° 0′  / 남위 8.967° 동경 121.000°   | 사부 해          | |
| 남위 10° 39′ 동경 121° 0′  / 남위 10.650° 동경 121.000° | 인도양           | |
| 남위 19° 36′ 동경 121° 0′  / 남위 19.600° 동경 121.000° | 오스트레일리아   | 웨스턴오스트레일리아주 |
| 남위 33° 52′ 동경 121° 0′  / 남위 33.867° 동경 121.000° | 인도양           | 오스트레일리아 정부는 이 해역을 남극해의 일부로 본다. |
| 남위 60° 0′ 동경 121° 0′  / 남위 60.000° 동경 121.000°  | 남극해           | |
| 남위 66° 48′ 동경 121° 0′  / 남위 66.800° 동경 121.000° | 남극             | 오스트레일리아령 남극 지역, 오스트레일리아가 영유권을 주장한다. |

## 같이 보기
- 동경 120도
- 동경 122도